# Kabinett Arnold II
Das Kabinett Arnold II bildete vom 1. August 1950 bis zum 27. Juli 1954 die Landesregierung von Nordrhein-Westfalen. Nach der Landtagswahl vom 18. Juni 1950 wurde Karl Arnold am 27. Juli 1950 wieder zum Ministerpräsidenten gewählt. Da bis dahin keine Koalitionsvereinbarung zu Stande gekommen war, berief Arnold am 1. August zunächst ein nur aus CDU-Mitgliedern bestehendes Kabinett. Am 15. September wurde, nachdem die CDU eine Koalition mit dem Zentrum vereinbart hatte, das Kabinett um zwei Zentrums- und drei CDU-Minister erweitert.
Zusammensetzung 1. August bis 15. September 1950
| Amt                                   | Name                              | Partei | Partei |
| ------------------------------------- | --------------------------------- | ------ | ------ |
| Ministerpräsident                     | Karl Arnold                       |        | CDU    |
| Inneres                               | Karl Arnold                       |        | CDU    |
| Justiz                                | Artur Sträter                     | CDU    |        |
| Finanzen                              | Heinrich Weitz                    | CDU    |        |
| Kultus                                | Christine Teusch                  | CDU    |        |
| Arbeit                                | Heinrich Lübke geschäftsführend   | CDU    |        |
| Wiederaufbau                          | Heinrich Lübke geschäftsführend   | CDU    |        |
| Soziales                              | Christine Teusch geschäftsführend | CDU    |        |
| Verkehr                               | Artur Sträter geschäftsführend    | CDU    |        |
| Ernährung, Landwirtschaft und Forsten | Heinrich Lübke                    | CDU    |        |
| Wirtschaft                            | Heinrich Weitz geschäftsführend   | CDU    |        |
| Wahrnehmung der Vertretung beim Bund  | Carl Spiecker                     | CDU    |        |

Zusammensetzung ab 15. September 1950
| Amt                                                                                             | Name                                | Partei | Partei  |
| ----------------------------------------------------------------------------------------------- | ----------------------------------- | ------ | ------- |
| Ministerpräsident                                                                               | Karl Arnold                         |        | CDU     |
| Stellvertreter des Ministerpräsidenten                                                          | Artur Sträter                       | CDU    |         |
| Wirtschaft und Verkehr                                                                          | Artur Sträter                       | CDU    |         |
| Inneres                                                                                         | Adolf Flecken (bis 25. Mai 1952)    | CDU    |         |
| Inneres                                                                                         | Franz Meyers (ab 25. Mai 1952)      | CDU    |         |
| Finanzen                                                                                        | Heinrich Weitz (bis 8. Januar 1952) | CDU    |         |
| Finanzen                                                                                        | Adolf Flecken (ab 8. Januar 1952)   | CDU    |         |
| Justiz                                                                                          | Rudolf Amelunxen                    |        | Zentrum |
| Kultus                                                                                          | Christine Teusch                    |        | CDU     |
| Arbeit (bis 1. Oktober 1953)                                                                    | Johann Ernst                        | CDU    |         |
| Soziales (bis 1. Oktober 1953)                                                                  | Josef Weber                         |        | Zentrum |
| Wiederaufbau (bis 1. Oktober 1953)                                                              | Otto Schmidt                        |        | CDU     |
| Arbeit, Soziales und Wiederaufbau (ab 1. Oktober 1953)                                          | Otto Schmidt                        | CDU    |         |
| Angelegenheiten der Landschaftsverbände (ab 1. Oktober 1953)                                    | Josef Weber                         |        | Zentrum |
| Ernährung, Landwirtschaft und Forsten                                                           | Heinrich Lübke (bis 1. Januar 1953) |        | CDU     |
| Ernährung, Landwirtschaft und Forsten                                                           | Johannes Peters (ab 1. Januar 1953) |        | CDU     |
| Wahrnehmung der Vertretung beim Bund (bis 19. Mai 1953) Bundesangelegenheiten (ab 19. Mai 1953) | Carl Spiecker († 16. November 1953) | CDU    |         |
| Wahrnehmung der Vertretung beim Bund (bis 19. Mai 1953) Bundesangelegenheiten (ab 19. Mai 1953) | Karl Arnold (ab 15. Januar 1954)    | CDU    |         |

## Quelle
- Landtag Nordrhein-Westfalen, Die Landesregierungen Nordrhein-Westfalen seit 1946 – Die Kabinette und ihre Mitglieder (PDF-Datei; 170 kB)